# Североонежское городское поселение
Североонежское городское поселение или муниципальное образование «Североонежское» — упразднённое муниципальное образование со статусом городского поселения в Плесецком муниципальном районе Архангельской области. 
Соответствовало административно-территориальной единице в Плесецком районе — посёлку городского типа Североонежск.
Административный центр — рабочиё посёлок Североонежск.
Законом Архангельской области от 26 апреля 2021 года № 412-25-ОЗ с 1 июня 2021 года упразднено в связи с преобразованием Плесецкого муниципального района в муниципальный округ.

## География
Североонежское городское поселение находится в центре Плесецкого района Архангельской области. Крупнейшие реки поселения: Онега, Икса, Лужма, Карма, Нижний Шолтомец, Порста, крупнейшее озеро — Кармозеро.

## История
Муниципальное образование было образовано в 2006 году.
Решением облисполкома от 8.07.1985 года посёлок Североонежск был отнесён к категории рабочих посёлков с образованием Североонежского посёлкового совета.

## Население
| 2005  | 2010  | 2011  | 2012  | 2013  | 2014  | 2015  |
| ----- | ----- | ----- | ----- | ----- | ----- | ----- |
| 6113  | ↗6741 | ↘6738 | ↘6540 | ↘6398 | ↘6259 | ↘6169 |
| 2016  | 2017  | 2018  | 2019  | 2020  | 2021  |       |
| ↘6164 | ↘6125 | ↘6076 | ↘5947 | ↘5842 | ↘5762 |       |

## Состав поселения
В состав городского поселения входят 7 населённых пунктов:
- Икса
- Кармозерская
- Курлаевская
- Максимовская
- Осташкино
- Североонежск
- Строителей